# Tepuibasis thea
Tepuibasis thea là một loài chuồn chuồn kim trong họ Coenagrionidae.
Tepuibasis thea được De Marmels miêu tả khoa học năm 2007.